# Gödrös
Gödrös (1899-ig Krivostyán, szlovákul: Krivošťany) Őrmező városrésze Szlovákiában, a Kassai kerület Nagymihályi járásában.

## Fekvése
Nagymihálytól 15 km-re északra, a Laborc bal partján fekszik. Őrmező keleti, a Laborc bal oldalán fekvő részét képezi.

## Története
1418-ban „Cryostyan” néven említik először.
A 18. század végén Vályi András így ír róla: „KRIVOSCSÁNY. Tót falu Zemplén Várm. földes Urai több Uraságok, lakosai katolikusok, és ó hitűek, fekszik n. ny. Őrmezőhöz 1/4 órányira, d. Sztrárának szomszédságában, térséges, és partos határja három nyomásbéli, gabonát, árpát, középszerűen terem, búzát, zabot, tsekéllyebben, szőlejek van, erdőjök bikkes, és tölgyes, réttye nints, gyümöltsel bővelkledik, piatza Homonnán.”
1828-ban 62 házában 467 lakos élt.
Fényes Elek 1851-ben kiadott geográfiai szótárában így ír a faluról: „Krivostyány, Zemplén v. tót-orosz falu, Sztára fil., 209 romai, 205 g. kath., 24 zsidó lak., 147 hold szántófölddel. F. u. gr. Sztáray, Szirmay, Okolicsányi. Ut. p. N. Mihály.”
Borovszky Samu monográfiasorozatának Zemplén vármegyét tárgyaló része szerint: „Gödrös, azelőtt Krivostyán. Laborczmenti tót kisközség 73 házzal és 367 lakossal, kiknek nagyobb része róm. kath. vallású. Postája Szátára, távírója és vasúti állomása Nagymihály. 1419-ben a Nagymihályi és a Tibai családok birtoka. 1454-ben Nagymihályi Agathát iktatják egyes részeibe, 1484-ben pedig Básthi Lászlót, de ugyanakkor a Lucskaiaknak is van itt részük. 1506-ban Sempsei Ferencz, hat évvel később Kasuhi János, Jakab és Imre, három évvel ezután Tibai Balázs, 1520-ban pedig Sztrithei Zsigmond és Balázs vannak birtokosaiul említve. 1562-ben Forgách Simont, 1575-ben Barlas Istvánt, 1579-ben Máriássy Pált, 1583-ban Nádasdy Miklóst iktatják egy itteni részbirtokba, míg az 1598-iki összeírás Nagymihályi Dénes és György özvegyeit, Sztáray Ferenczet, Eödönffy Kristófot, Paczoth Ferenczet, Vinnay Pált, Pozsgay Istvánt, Nyárády Albertet és Bankó Mihályt sorolja fel. A XVIII. században is a Sztáray grófok és az Okolicsányiak az urai, e század végén és a mult század elején pedig kivülök még a Berzeviczy, Dessewffy és Fejérváry családok. Ezidőszerint nagyobb birtokosa nincsen. A faluban róm. kath. templom van, melynek építési ideje ismeretlen.”
1910-ben 342, túlnyomórészt szlovák lakosa volt. 1920-ig Zemplén vármegye Nagymihályi járásához tartozott.
1960-óta Őrmező része.

## Nevezetességei
- Nepomuki Szent János tiszteletére szentelt római katolikus temploma 1816-ban épült, 1927-ben átépítették.

## Lásd még
- Őrmező

## Külső hivatkozások
- Gödrös Szlovákia térképén